# ŠK Odeva Lipany
Športový Klub Odeva Lipany w skrócie ŠK Odeva Lipany – słowacki klub piłkarski, grający w trzeciej lidze słowackiej, mający siedzibę w mieście Lipany.

## Historia
Klub został założony w 1925 roku jako ŠK Lipany. W sezonie 2004/2005 klub wywalczył swój historyczny awans do drugiej ligi słowackiej.

## Historyczne nazwy
- 1925 – ŠK Lipany (Športový klub Lipany)
- 1937 – ŠK Slávia Lipany (Športový klub Slávia Lipany)
- 1946 – ŠK Sokol Lipany (Športový klub Sokol Lipany)
- 1960 – TJ Odeva Lipany (Telovýchovná jednota Odeva Lipany)
- 1970 – TJ OZKN Lipany (Telovýchovná jednota Odevné závody kapitána Nálepku Lipany)
- 1990 – FK Odeva Lipany (Futbalový klub Odeva Lipany)
- 1994 – FK Odeva Dukla Lipany (Futbalový klub Odeva Dukla Lipany)

## Stadion
Domowe mecze klub rozgrywa na Stadionie Miejskim, położonym w mieście Lipany. Stadion może pomieścić 5000 widzów.